# Trisuloides polyphaenaria
Trisuloides polyphaenaria är en fjärilsart som beskrevs av W. Warren 1912. Trisuloides polyphaenaria ingår i släktet Trisuloides och familjen Pantheidae. Inga underarter finns listade i Catalogue of Life.